# Alexis Blanc-Garin
Alexis Blanc-Garin, né le 14 juin 1901 à Paris 4e et mort le 13 août 1973 à Maisons-Alfort, est un coureur cycliste français.

## Biographie
Il commence le sport cycliste à Paris en 1924, comme amateur.  Il a comme rivaux Leducq, Pélissier, Blanchonnet. Il gagne Paris-Chauny, Tours-Angers-Tours, le critérium des Comingmen, le challenge d’Honneur de l'U.V.F., le championnat de Paris, Paris-Évreux.
En 1926, il devient  professionnel et enlève quelques épreuves un peu partout sans cependant gagner des courses majeures. Il s'attaque ensuite à la piste et court des américaines et des six jours : Paris, Bruxelles, Milan, Stuttgart...

En 1931, il commence le demi-fond. En 1933, il gagne le Grand Prix d'Ouverture de Buffalo en 1933 et 1934, le Grand Prix d'Auteuil au Parc des Princes en 1935, le prix Gustave Ganay et d’autres courses en  province et l'étranger.

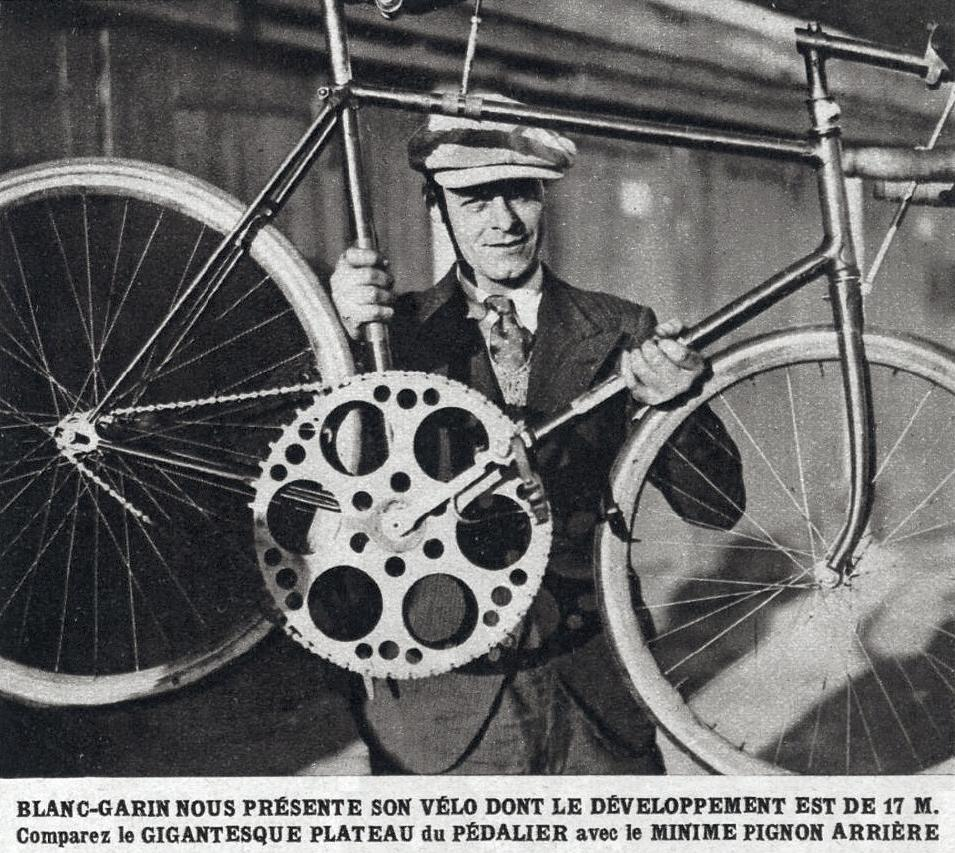
Le 21 octobre 1933, Alexis Blanc-Garin atteint 128.205 km/h sur l'autodrome de Linas-Montlhéry derrière la moto de Lehmann.

Il bat le record de l'heure sur terrain plat derrière abri en suivant la moto libre de Lehmann, avec 128,205 kilomètres le 21 octobre 1933 à l'autodrome de Linas-Montlhéry.
En 1939, il est entrainé par Ernest Pasquier.
Après sa retraite cycliste, il devient « pacemaker » (entraîneur), et coach notamment de Jean Raynal.

## Palmarès
- 1921
  - Marseille-Toulon-Marseille
- 1923
  -  Champion de France des sociétés
- 1924
  - Critérium des Comingmen
- 1925
  - Paris-Évreux
  - Paris-Chauny
  - Tours-Angers-Tours
- 1926
  - Paris-Soissons
  - Circuit de l'Eure
  - 2e de Paris-Caen
- 1927
  - 2e de Paris-La Guerche
  - 3e de Paris-Caen
- 1928
  - 3e du Prix Hourlier-Comès (avec André Leducq)
- 1929
  - 3e du Prix Dupré-Lapize (avec Georges Rouyer)
- 1935
  - Grand Prix d'Auteuil
  - Grand Prix de Noël